# Peter Seddon
Peter Seddon (Peter Owen Seddon; * 4. März 1937) ist ein ehemaliger britischer Hammerwerfer.
1966 wurde er für England startend Sechster bei den British Empire and Commonwealth Games in Kingston.
Seine persönliche Bestweite von 61,72 m stellte er am 10. Mai 1967 in Birmingham auf.